# Том Пітерс

## Біографія
Закінчив інженерний факультет Корнельського (бакалавр, магістр), а згодом Стенфордського (MBA, PhD) університетів. Кілька років працював радником в Білому домі, потім — з 1974-го по 1981 рік — в компанії McKinsey & Co.
Спільно з Робертом Уотерманом видав в 1982 році книгу «У пошуках досконалості», що справила ефект вибуху і ввела Пітерса в світовий пантеон гуру менеджменту. З тих пір написав більше 10 книг на теми бізнесу і менеджменту.
Сьогодні Пітерс проживає на фермі в Каліфорнії, керує консалтинговою компанією Tom Peters Company, багато виступає — близько 80 семінарів та конференцій щорічно.
Його перша книга «У пошуках досконалості», написана у співавторстві з Робертом Уотерменом, була названа «найбільшою в історії книгою про бізнес» за результатами опитування, проведеного видавництвом Bloomsbury Publishing. Після цього вийшов ще ряд бестселерів Пітерса.
Пітерс заснував Tom Peters Company — міжнародну навчальну та консалтингову організацію. Серед підприємств, які отримують її рекомендації з питань організаційних перетворень для підготовки до майбутніх змін, такі великі клієнти, як Rolls-Royce, Starbucks, Bank of America, Continental Airlines, Virgin Direct і Intel.